# Loma Bonita, Villa de Tututepec de Melchor Ocampo
Loma Bonita är en ort i Mexiko.   Den ligger i kommunen Villa de Tututepec de Melchor Ocampo och delstaten Oaxaca, i den sydöstra delen av landet, 400 km söder om huvudstaden Mexico City. Loma Bonita ligger 29 meter över havet och antalet invånare är 189.
Terrängen runt Loma Bonita är kuperad åt nordost, men åt sydväst är den platt. Runt Loma Bonita är det ganska glesbefolkat, med 24 invånare per kvadratkilometer. Närmaste större samhälle är San Miguel, 19,1 km väster om Loma Bonita. I omgivningarna runt Loma Bonita växer huvudsakligen savannskog.